# Хипертрихоза
Хипертрихоза је абнормална количина раста косе по целом телу. Два различита типа хипертрихозе су генерализована хипертрихоза која се јавља по целом телу и локализована хипертрихоза која је ограничена на одређено подручје. Хипертрихоза може бити урођена (присутна при рођењу) или стечена касније у животу. Вишак раста длаке јавља се на деловима коже, са изузетком андрогено зависних длака на стидним деловима, лицу и пазушним пределима.

## Врсте

### Конгенитална хипертрихоза
Прво се појављује као фина коса која нормално расте при рођењу. Међутим, након неколико недеља, ова коса не нестаје, она наставља да расте на различитим местима у телу бебе.

### Конгенитална терминална хипертрихоза
Ненормалан раст косе почиње од рођења и наставља се током живота особе. Ова длака је обично дуга и густа, покрива лице и тело.
Стечена хипертрихоза
Ово стање се касније развија. Вишак густе косе може да постане ограничен у малом делу тела или по целом телу.

## Хирсутизам
Овај облик хипертрихозе јавља се само код жена које карактерише раст тамне и густе косе на женским деловима тела који обично немају косу, као што су лице, груди и леђа.

## Узроци хипертрихозе
Већина случајева је узрокована генетским мутацијама у генима носача који стимулишу раст косе. Ова генетска мутација чини ћелије које обично искључују раст косе у необичним подручјима као што су капци и чело, остајући у активираном стању.
У случају женског хирзутизма, густи раст косе у телу је узрокован генетским наслеђем које узрокује прекомерну производњу андрогена (мушки полни хормони). 